# Großer Frostspanner

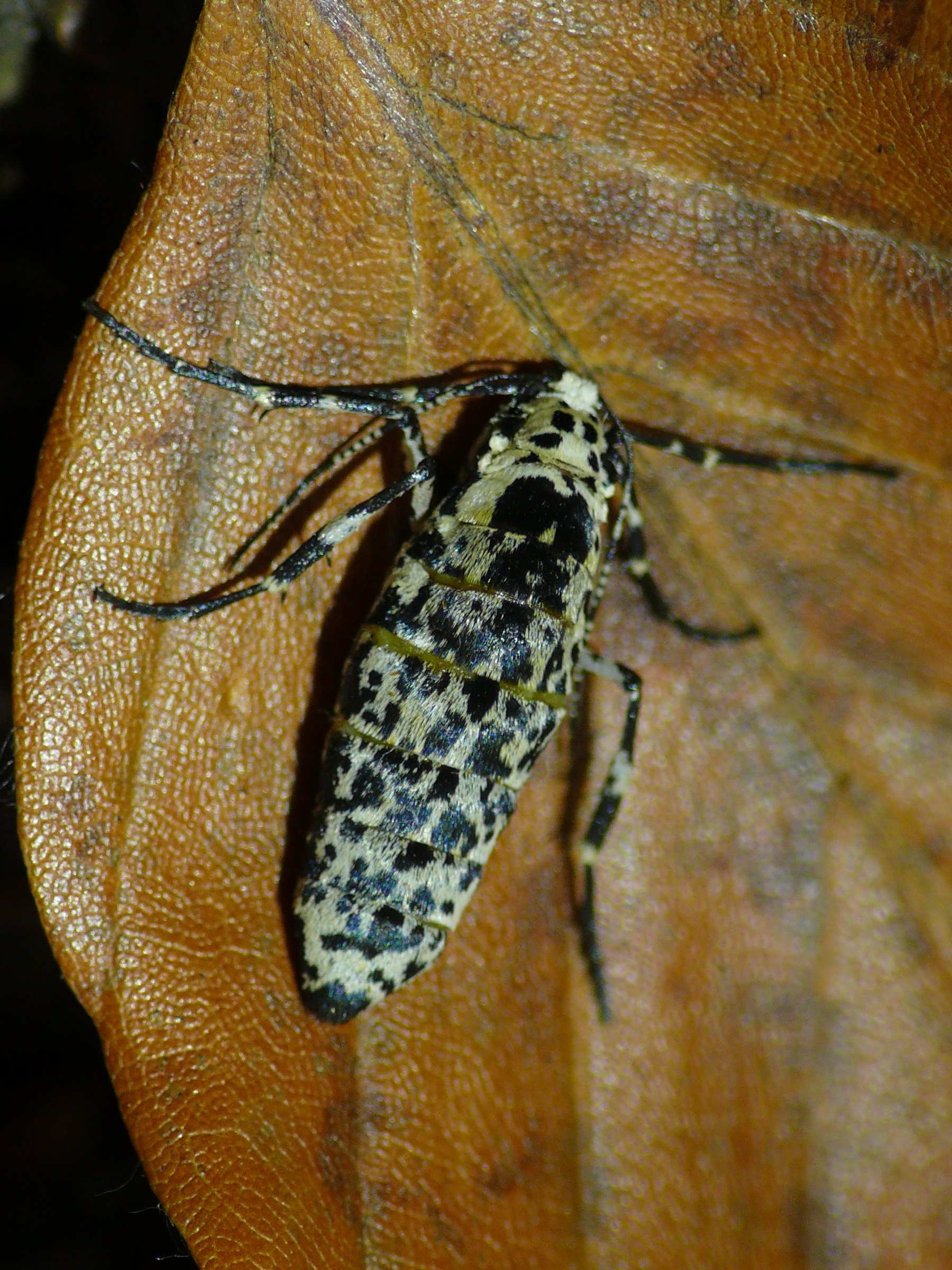
Flügelloses Weibchen des Großen Frostspanners

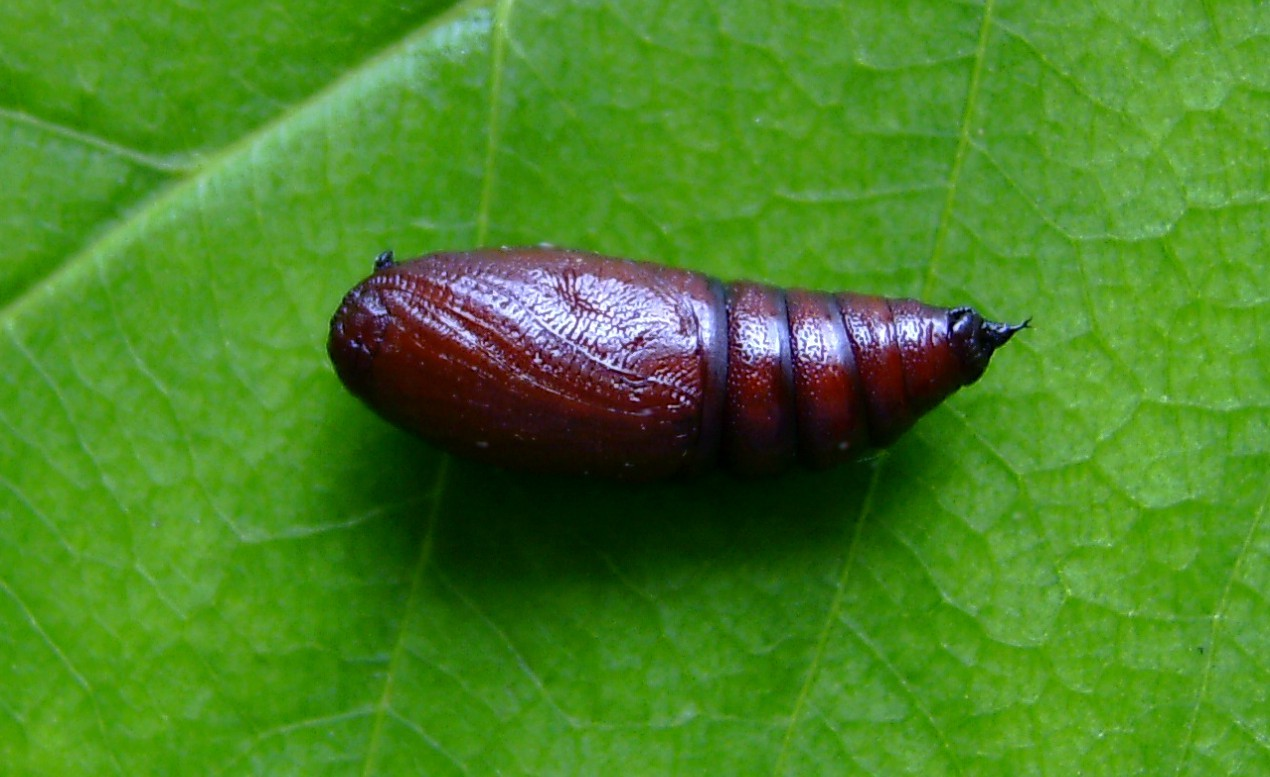
Puppe des Großen Frostspanners

Der Große Frostspanner (Erannis defoliaria) ist eine Art aus der Familie der Spanner. Er gehört ähnlich wie der Kleine Frostspanner oder der Schwammspinner zu den Forstschädlingen mit einem ausgeprägten Geschlechtsdimorphismus.

## Merkmale
Die Männchen des Großen Frostspanners haben eine Flügelspannweite von 46 Millimeter. Die hell ocker-gelben Flügel sind zart und dünn beschuppt und haben einen schwarzen Mittelpunkt sowie eine feine Sprenkelung. Auf den Vorderflügeln ist das Mittelfeld breit rostbraun gesäumt. Es gibt allerdings bei dieser Falterart zahlreiche und erhebliche Abweichungen von diesem Farbmuster. Selbst Exemplare mit einfarbigen Vorderflügeln wurden bereits beobachtet. 

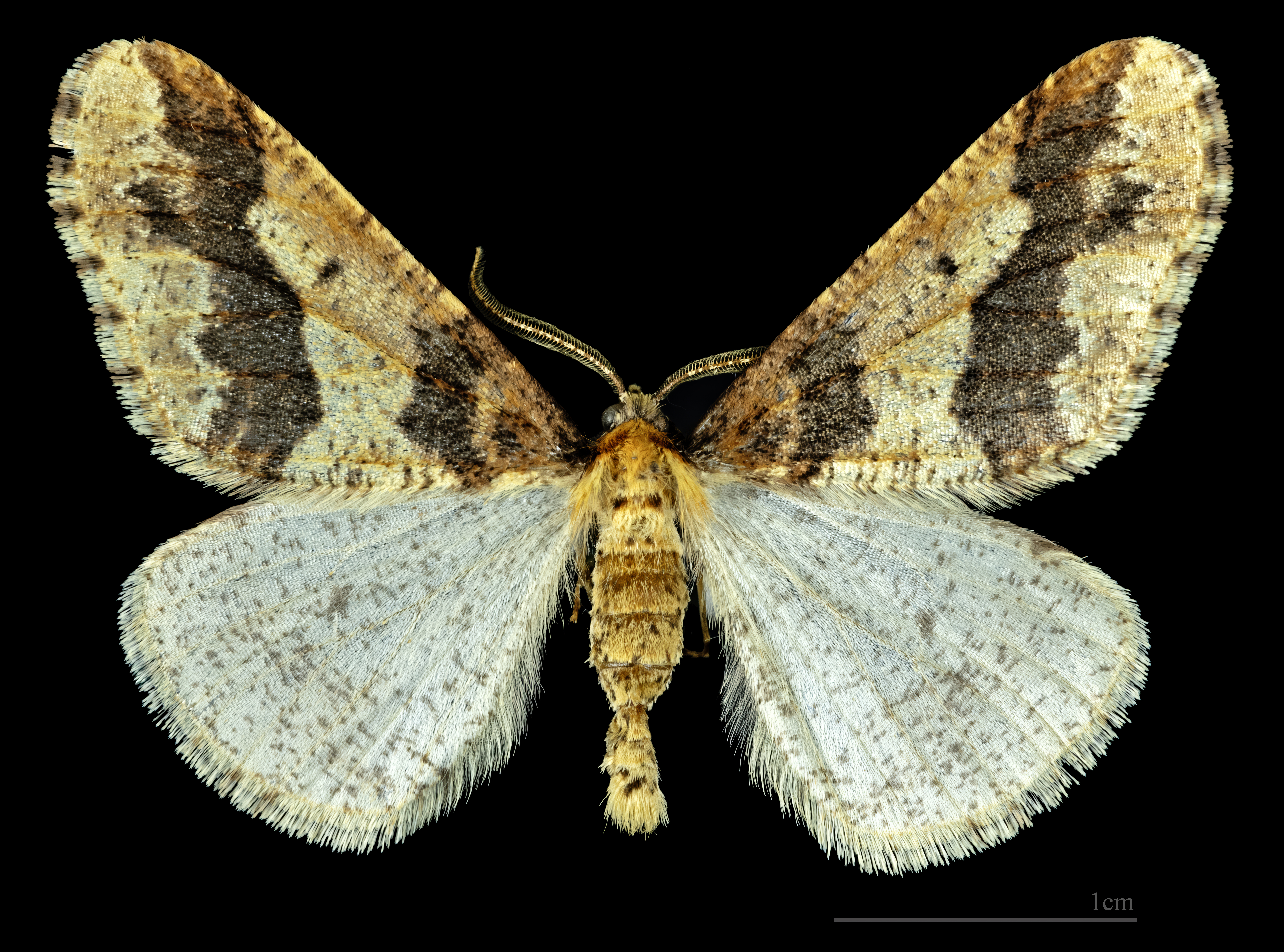
♂
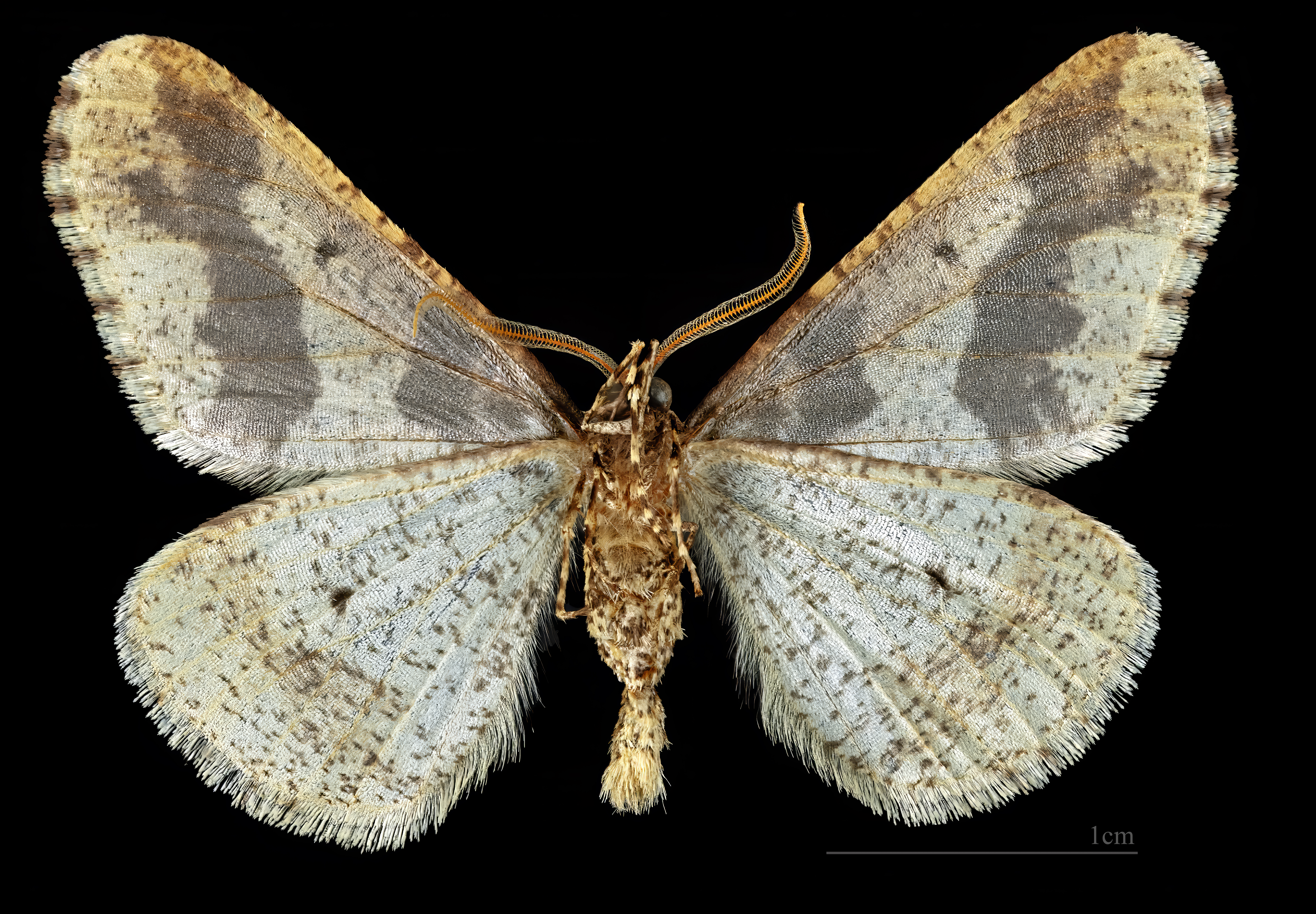
♂ △
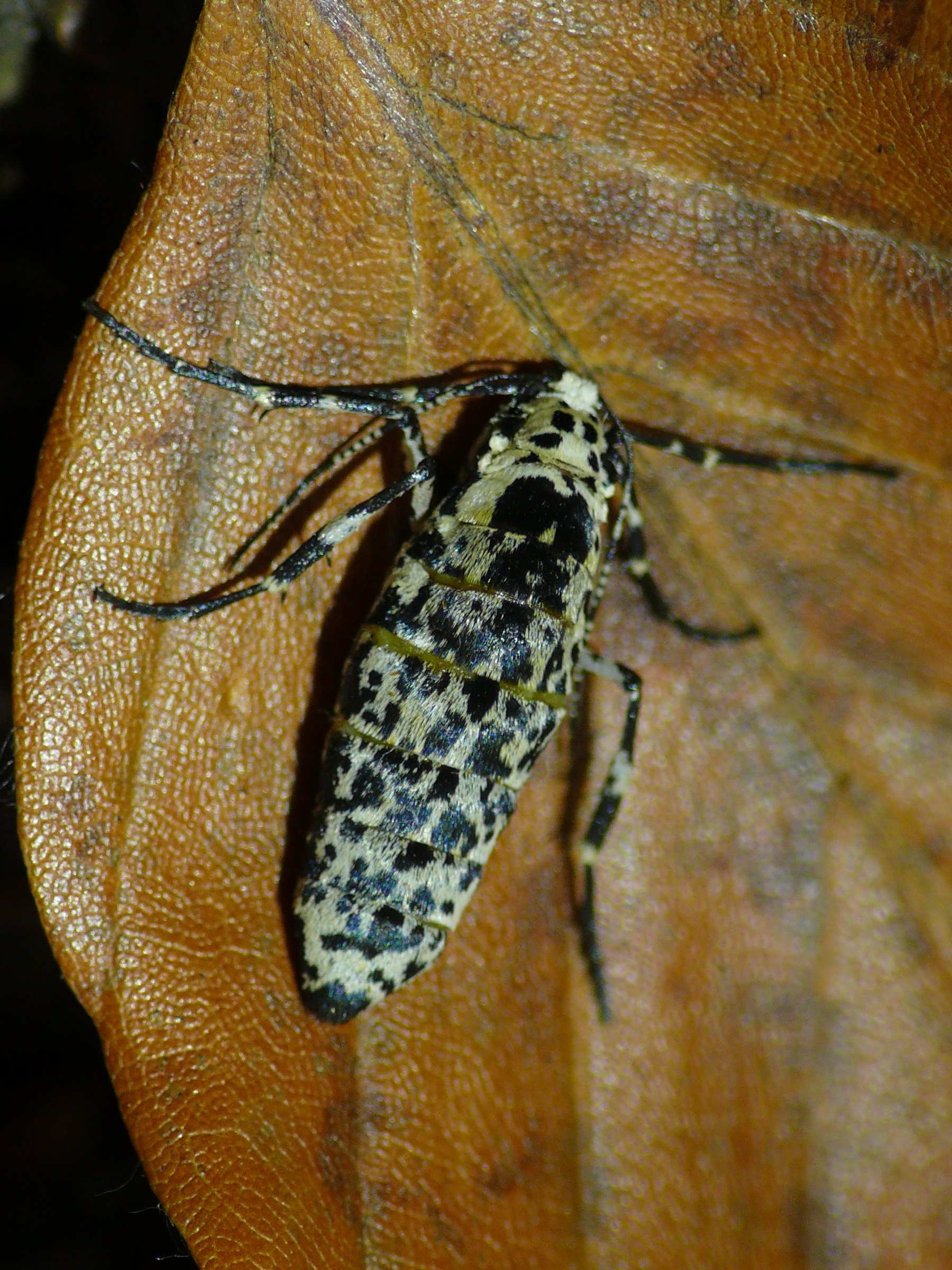
♀

Das Weibchen des Großen Frostspanners ist dagegen flügellos, gelb und schwarz gescheckt. Flügel sind nur rudimentär vorhanden. Die Körperlänge des Weibchens beträgt etwa 14 Millimeter. 
Die Raupen treten in verschiedenen Farbvarianten auf. Sie sind auf dem Rücken rotbraun, schwarzbraun oder gelbbraun gefärbt und zeigen breite gelbe Seitenstreifen, die nach oben schwarz eingefasst ist. Zuweilen sind mehrere dünne schwarze Nebenrückenlinien vorhanden. Die Puppen sind glänzend rotbraun. Am Kremaster befindet sich eine gegabelte Spitze. 

Farbvarianten der Raupe der Großen Frostspanners
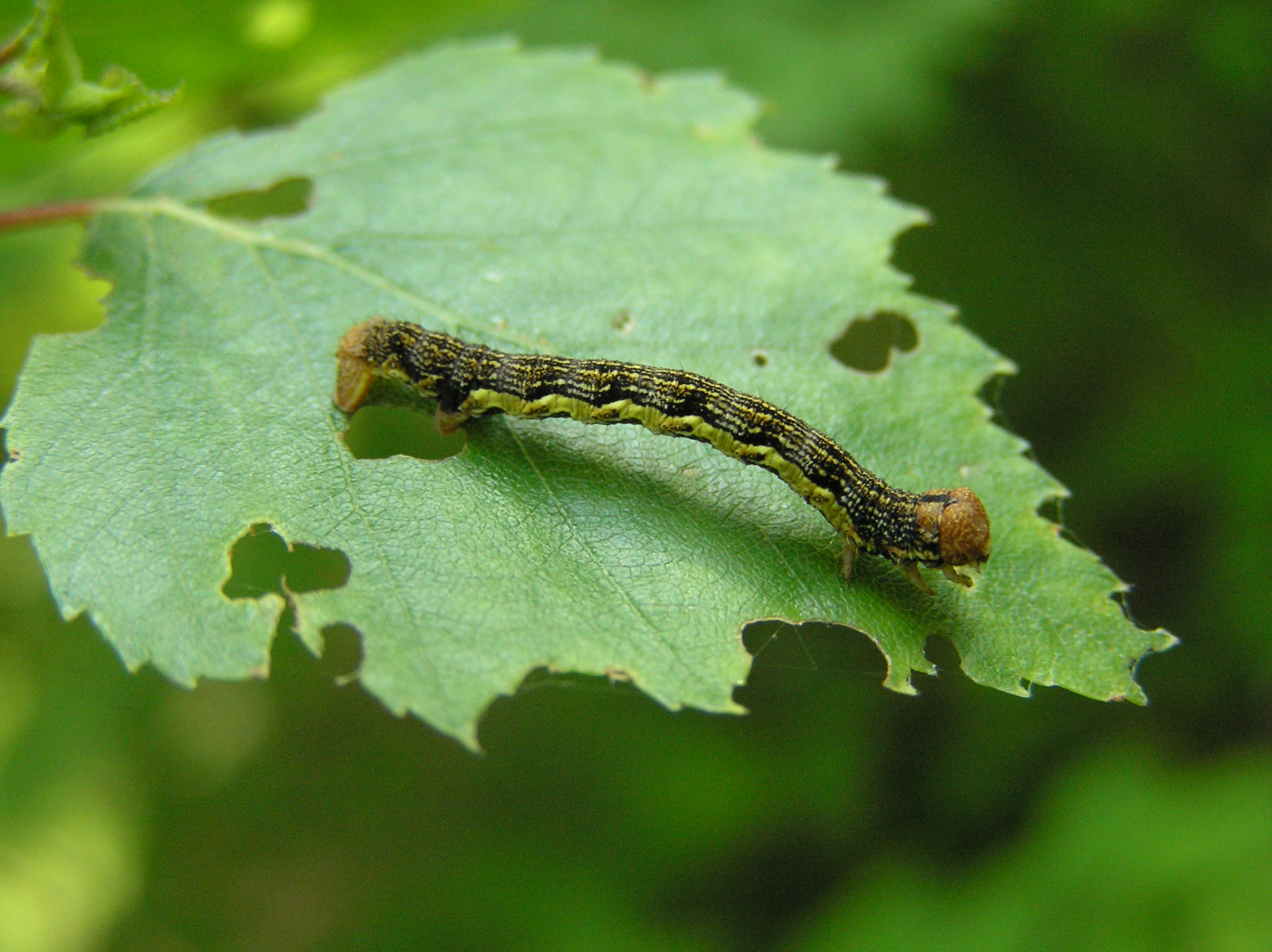
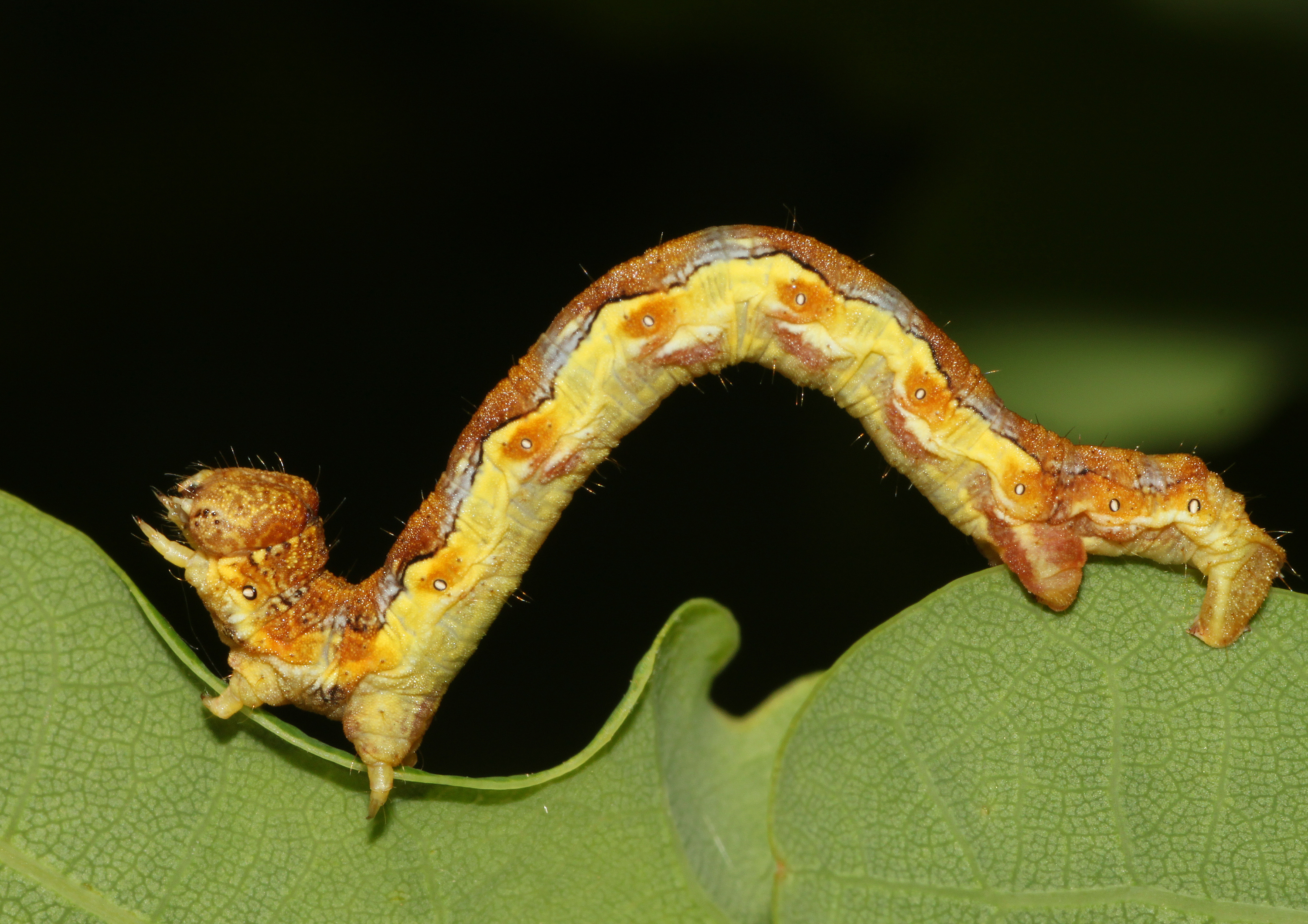
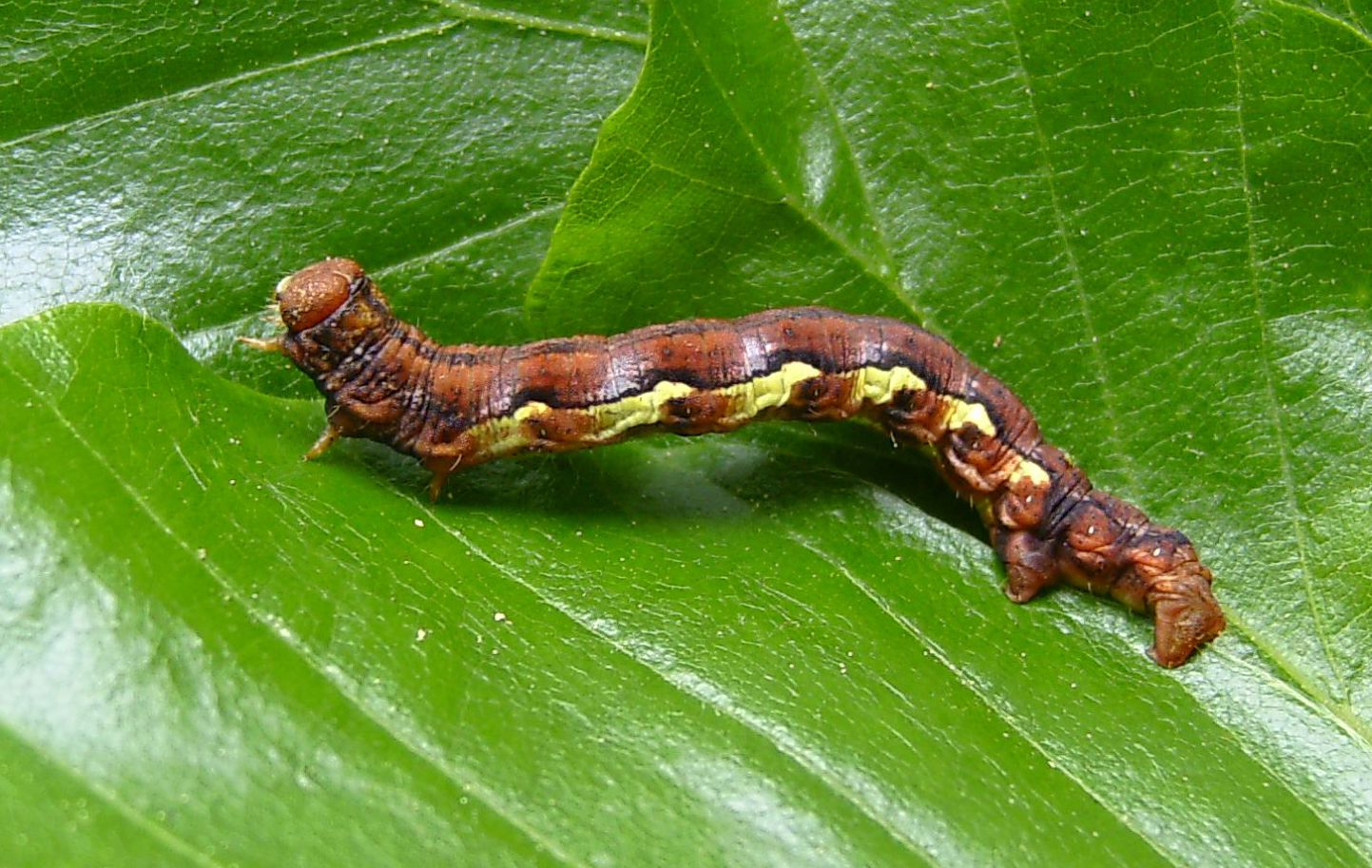
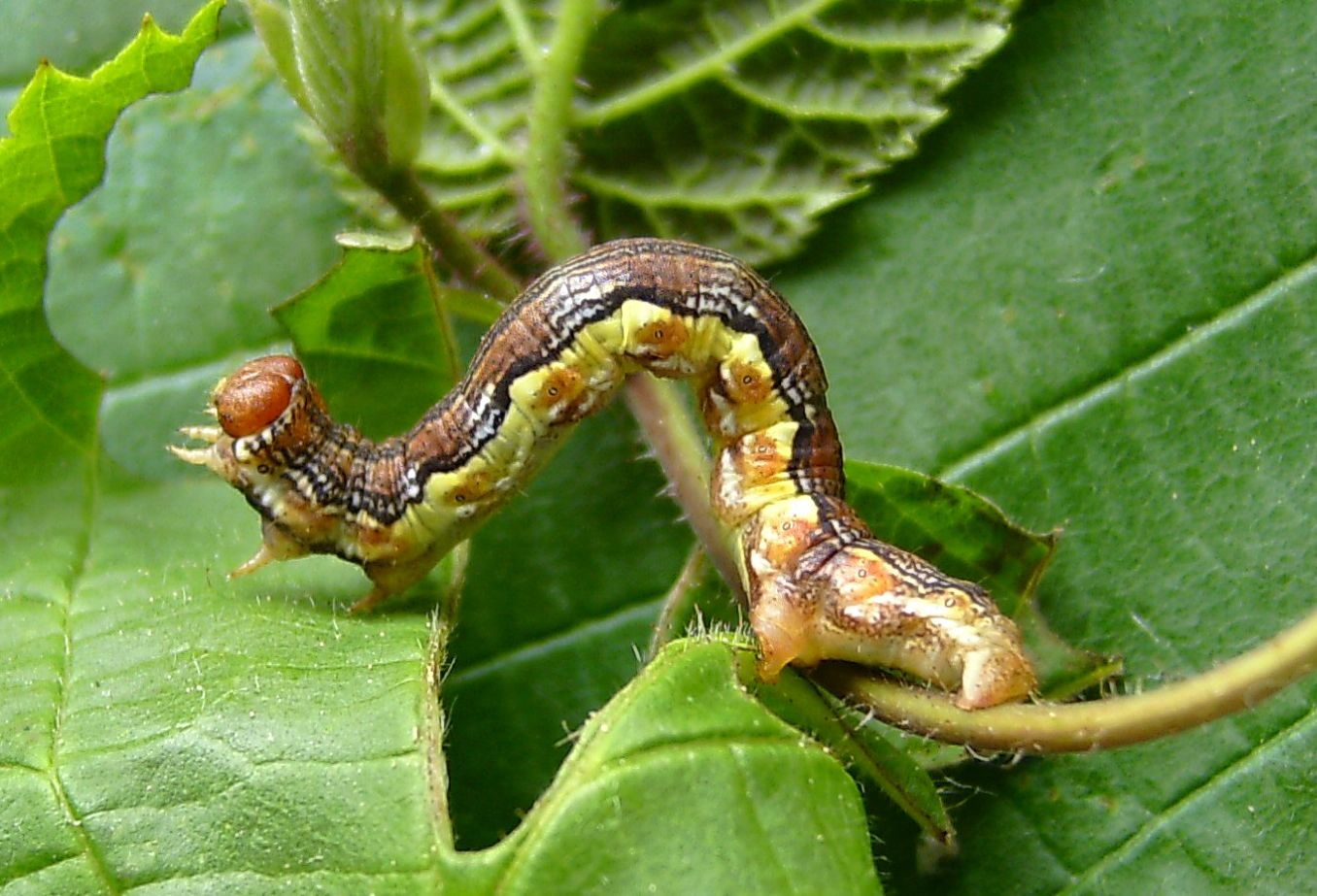

## Lebensweise
Meist schlüpfen die Falter ab Ende September, nach den ersten Frostnächten aus ihren Puppen, daher stammt auch der Name. Allerdings ist der Frost keine Voraussetzung für das Schlüpfen. Die Männchen sind nacht- und dämmerungsaktiv. Tagsüber sitzen die männlichen Falter auf gefallenem Laub oder an Stämmen. 
Das Weibchen klettert an warmen Tagen von Oktober bis Dezember auf sechs langen Beinen an den Baumstämmen empor, um seine Eier in die Knospen zu legen. Diese Eier sind anfangs blassgelb und färben sich dann allmählich in ein rosa bis rot orange um. Mitte April des nächsten Jahres schlüpfen daraus die braunroten, bäuchlings schwefelgelben, rotbraun gestrichelten Raupen. Diese zerstören die Fruchtknospen und die Blätter von April bis Juni. Bevorzugte Fraßbäume der Raupen sind Eichen, Buchen, Linden, Ulmen, Birken und die Hainbuche. Die Raupen lassen sich bei Störungen an einem Spinnfaden zu Boden sinken. Diesen Faden geben sie aus den Spinndrüsen von sich. Fühlen sie sich wieder sicher klettern sie an den gleichen Faden wieder zum Blatt empor. Dabei raffen sie den Faden mit den Brustbeinen zusammen und fressen ihn. Die Raupen verpuppen sich im Juni, in einen lockeren Gespinst am Boden. 

### Verbreitungsgebiet
Der Große Frostspanner ist in Nord- und Mitteleuropa zu Hause; im Süden reicht sein Verbreitungsgebiet bis Norditalien, im Osten von Kaukasien bis zum Baltikum. Der Falter ist sehr häufig, man findet ihn in Laubwäldern, Obstgärten, Parks und Gebüschlandschaften.